# 복고신토
복고신토(復古神道)는 신불습합 등으로 변질된 신토에서 유교와 불교의 영향을 제거하고 고신토에 가깝게 돌아가려는 운동이다.

## 같이 보기
- 교파신토(종파신토)
- 국학 (일본사)